# 黄明 (1915年)
黄明（1915年—？），山西辽县（今左权县）人，中国共产党政治人物，是辽县改名左权县后的第二任抗日民主政府县长，中华人民共和国成立初期在广西省财政厅、高校工作，调离广西后工作在中国国防科技岗位直至离休。

## 生平
1936年毕业于山西大学，1937年参加中共工作，1939年加入中国共产党，工作于辽县，任辽县抗日高小教师、校长，左权县政府财粮科长、县长等职，1947年12月随中国人民解放军第二次解放河南省宝丰县，担任人民民主政府县长，中华人民共和国成立后调往广西，历任广西省人民政府财政厅秘书主任、广西省立西江学院秘书长、广西人民革命大学校务长、财政厅副厅长，离开广西后历任武汉钢铁公司秘书长、副经理、沈阳飞机制造厂副厂长、成都飞机制造厂党委书记、西安飞机发动机厂党委书记、中国航空西北物资公司顾问等职。1982年离休。

## 身后
黄明逝世后安葬于左权县东隘口烈士陵园。